# Kamienica (powiat Limanowski)
Kamienica is een dorp in de Poolse woiwodschap Klein-Polen. De plaats maakt deel uit van de gemeente Kamienica en telt 2900 inwoners.

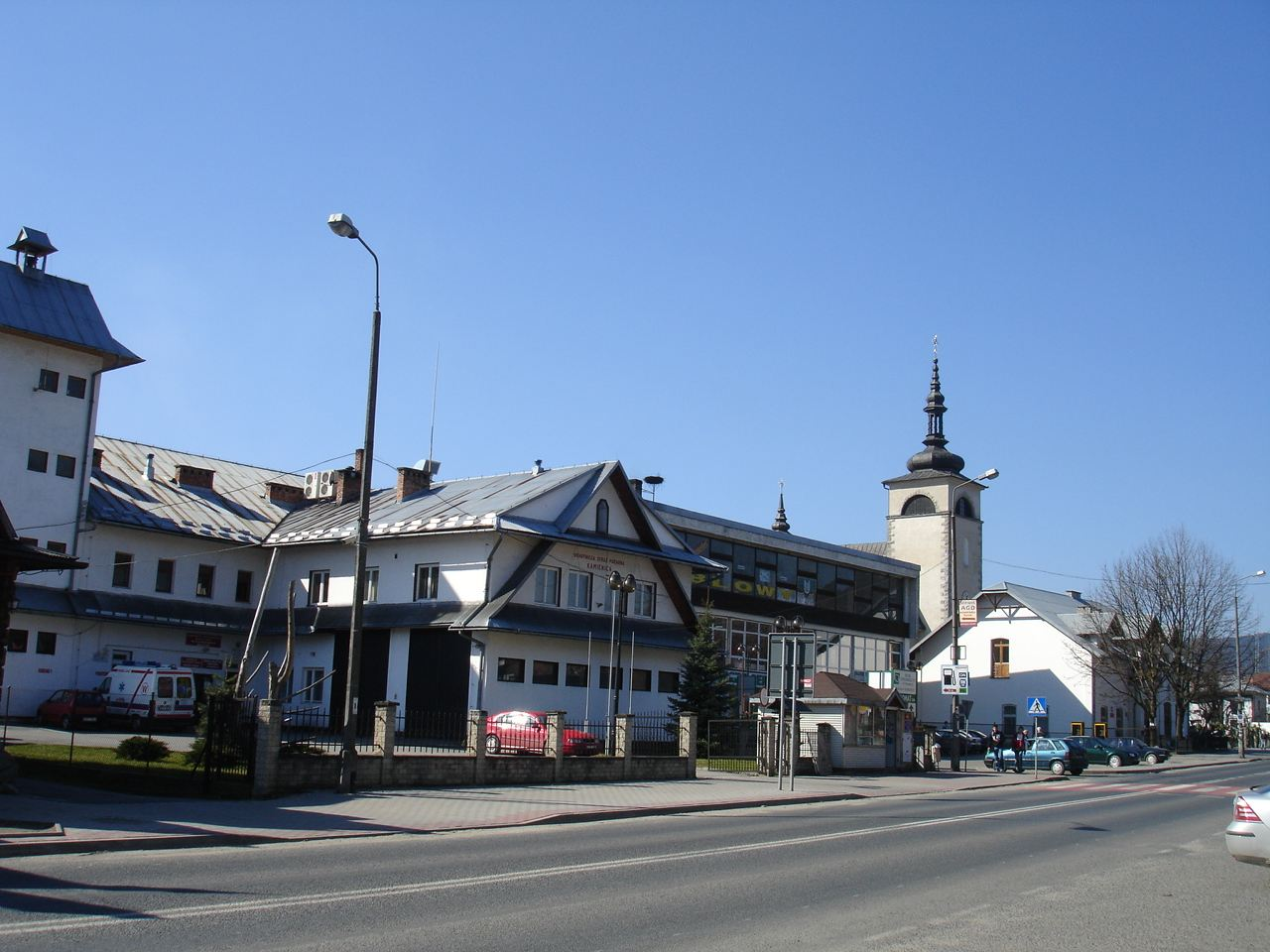
Hoofdstraat